# بوئینگ پی-۸ پوسایدون
بوئینگ پی-۸ پوسایدون (به انگلیسی: Boeing P-8 Poseidon) یک هواپیمای نظامی با کاربری گشت دریایی، شناسایی، اخطار هوایی و پشتیبانی جنگ الکترونیک است که توسط نیروی دریایی ایالات متحده به‌کار گرفته می‌شود. نام این هواپیما از «خدای دریا» الهام گرفته شده‌است.
هواپیمای پی-۸ که بر اساس طرح اولیه بوئینگ ۷۳۷ ساخته شده به عنوان جایگزین هواپیماهای قدیمی اوریون (P-3) در نیروی دریایی ایالات متحده به‌کار گرفته می‌شود. پی-۳ پس از ۴۰ سال خدمت در سال ۲۰۱۵ کنار گذاشته شد.

## مشخصات
منبع اطلاعات نیروی دریایی آمریکا، Boeing, و دیگر منابع
مشخصات عمومی
- خدمه: پرواز: دو نفر؛ عملیات: هفت نفر (۹ نفر در مجموع)
- طول: ۱۲۹ پا ۵ اینچ (۳۹٬۴۷ متر)
- پهنای بال: ۱۲۳ پا ۶ اینچ (۳۷٬۶۴ متر)
- ارتفاع: ۴۲ پا ۱ اینچ (۱۲٬۸۳ متر)
- وزن خالی: ۱۳۸٫۳۰۰ پوند (۶۲٫۷۳۰ کیلوگرم)
- بار مفید: ۱۹٬۸۰۰+ پوند (۹٬۰۰۰+ کیلوگرم)
- بیشینه وزن برخاست: ۱۸۹٬۲۰۰ پوند (۸۵٬۸۲۰ کیلوگرم)
- پیشرانه: ۲× موتور توربوفن سی اف ام اینترنشنال سی اف ام ۵۶ , ۲۷٫۳۰۰ پوند (۱۲۱ کیلونیوتن) هرکدام

 عملکرد 
- سرعت بیشینه: ۴۹۰ گره (۹۰۷ کیلومتر بر ساعت، ۵۶۴ مایل بر ساعت)
- سرعت پیمایش: ۴۴۰ گره (۸۱۵ کیلومتر بر ساعت، ۵۰۹ مایل بر ساعت)
- شعاع عملیاتی: ۱٬۲۰۰ مایل دریایی (۲٬۲۲۲ کیلومتر) ۴ ساعت (برای عملیات ضد زیردریایی)[۸]
- برد ترابری: ۴٬۵۰۰ مایل دریایی (۸٬۳۰۰ کیلومتر[۹])
- سقف پروازی: ۴۱٫۰۰۰ پا (۱۲٬۴۹۶ متر)

جنگ‌افزار

- ۵ محفظه دخلی و ۶ محفظه خارجی برای AGM-84H/K SLAM-ER، هارپون (موشک)، اژدر مارک ۵۴، موشک، مین دریایی، اژدر، بمب، و یک سامانه ارتفاع بالای ضد زیردریایی[۱۰]

تجهیزات پروازی

- رادار جستجوی سطحی چندمنظور ریتیون APY-10[۱۱]
- مجموعه پشتیبانی جنگ الکترونیکی AN/ALQ-240[۱۲]
- (رادار هواپایه جستجوی دریایی پیشرفته، مجموعه شنود الکترونیک[۱۳])

## موارد رویارویی با نیروهای نظامی ایران
- در دهم سپتامبر ۲۰۱۶ یک فروند هواپیمای گشت دریایی پی-۸ پوسایدن که در حال گشت‌زنی در ۱۳ مایلی آب‌های سرزمینی ایران در خلیج فارس بود، از سوی نیروی‌های مسلح ایران (قرارگاه پدافند هوایی خاتم‌الانبیا) هشدار دریافت می‌کند. مقام‌های پنتاگون گفته‌اند، این دو هواپیما به هشدار و تهدیدهای نیروهای نظامی ایران توجه نکرده و به پرواز خود برفراز اب‌های بین‌المللی و در نزدیک قلمرو ایران ادامه دادند. به گفته مقامات نظامی آمریکا، علت پرواز هواپیمای نامبرده در این محدوده، آزمایش سطح تحریک‌پذیری نیروهای ایرانی بوده‌است.[۱۴]
- در ۳۱ خرداد ۱۳۹۸ (۲۱ ژوئن ۲۰۱۹) سردار حاجی‌زاده فرمانده نیروی هوافضای سپاه، در مراسم نمایش قطعات پهپاد گلوبال هاوک سرنگون شده اظهار داشت: «همراه با این پهپاد، یک فروند هواپیمای پی-۸ نیز منطقه حضور داشت و می‌توانستیم آن را هدف قرار دهیم اما این کار را نکردیم زیرا با اخطار ما منطقه را ترک کرد.»[۱۵]